# Ekwipotencjał

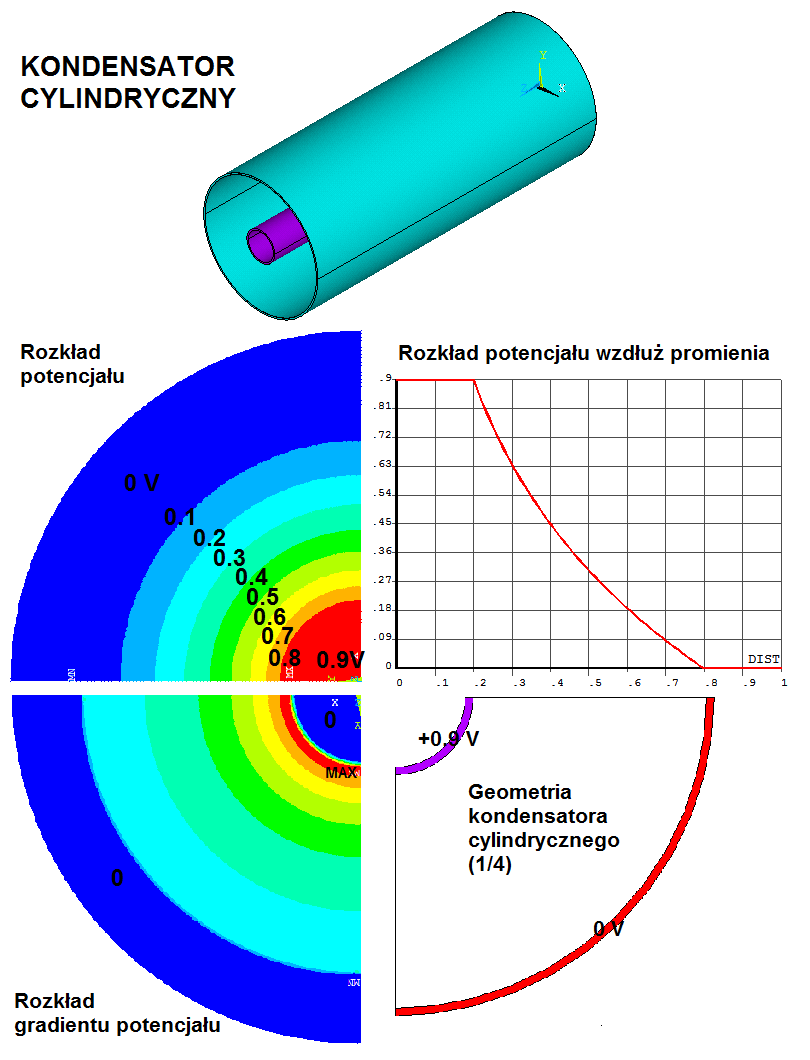
Ekwipotencjały w kondensatorze cylindrycznym. Widoczne są obszary ekwipotencjalne (0 i 0.9 V) oraz linie ekwipotencjalne (co 0.1 V), a także zerowe wartości gradientu w obszarach ekwipotencjalnych

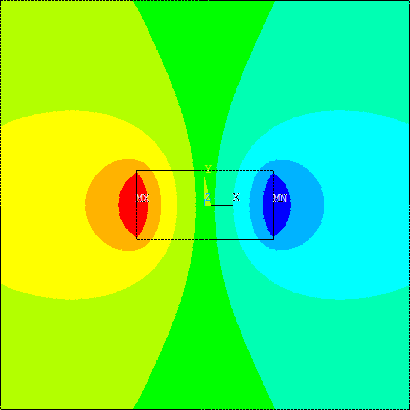
Rozkład magnetycznego potencjału wektorowego wokół magnesu trwałego

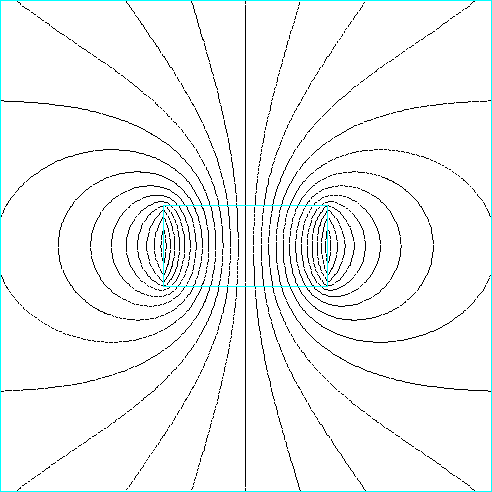
Linie ekwipotencjału pola magnetycznego wytworzonego przez magnes trwały

Ekwipotencjał (lub izopotencjał), obszar ekwipotencjalny (izopotencjalny) – obszar przestrzeni pola potencjalnego skalarnego lub wektorowego (zbiór punktów), którego każdemu punktowi przypisujemy taki sam potencjał. Dla pól skalarnych, gradient pola w obszarze ekwipotencjalnym jest równy zero. Cecha ta ma znaczenie w fizyce, gdzie siły działające na ciało często określane są za pomocą gradientu pola.
W zależności od wymiaru przestrzeni ekwipotencjał (obszar ekwipotencjalny) może występować w postaci linii ekwipotencjalnych (przestrzeni jednowymiarowych), powierzchni ekwipotencjalnych (przestrzeni dwuwymiarowych), ogólnie przestrzeni ekwipotencjalnych. W matematyce może być definiowany w przestrzeniach wielowymiarowych. Dla pól potencjalnych definiuje się mapy ekwipotencjału.

## Ekwipotencjał w fizyce i chemii
Przestrzenie ekwipotencjalne w fizyce są najczęściej definiowane dla pola grawitacyjnego oraz pól oddziaływań elektrycznych i magnetycznych. Definiuje się również ekwipotencjały oddziaływań chemicznych. Opracowuje się mapy obszarów izopotencjalnych pola elektrostatycznego makromolekuł biologicznych.

### Ekwipotencjał pola grawitacyjnego
Ponieważ pole grawitacyjne jest polem wektorowym centralnym, ekwipotencjały tego pola są przestrzeniami dwuwymiarowymi (powierzchniami ekwipotencjalnymi). Na powierzchniach ekwipotencjalnych pola grawitacyjnego siła grawitacji ma stałą wartość. Powierzchnia ekwipotencjalna Ziemi na poziomie mórz otwartych zwana jest geoidą.

### Ekwipotencjał pola elektrycznego
Pole elektryczne pochodzące od pojedynczego ładunku jest polem centralnym, opisywanym przez powierzchnie ekwipotencjalne. Dla pól wytwarzanych przez wiele ładunków ekwipotencjały tworzą powierzchnie lub przestrzenie ekwipotencjalne.
Ze względu na powstawanie różnicy potencjałów oraz związanego z tym ryzyka wystąpienia wyładowań elektrycznych (niekontrolowanego przepływu prądu) w technice stosuje się ekwipotencjalizację (wyrównywanie potencjału). Polega ona na wykonaniu pomiędzy zagrożonymi punktami elektrycznych połączeń wyrównawczych o małej rezystancji własnej. Zapobiegają one gromadzeniu się ładunków. Zagadnienie to jest bardzo istotne np. przy pracy z materiałami wybuchowymi, w gazownictwie oraz w górnictwie. 

### Ekwipotencjał pola magnetycznego
Jedną z głównych wielkości używanych do opisu pola magnetycznego jest magnetyczny potencjał wektorowy. Graficzna interpretacja ekwipotencjałów (obszarów ekwipotencjalnych) potencjału wektorowego nazywana jest liniami pola magnetycznego. Wyznaczanie ekwipotencjałów pola wektorowego jest jedną z najstarszych metod wyznaczania rozkładu pola magnetycznego. Już w XVIII wieku przy badaniu oddziaływań przewodów z prądem wykorzystywano opiłki metalu do obrazowania kształtu pola magnetycznego. Opiłki układały się równolegle do linii ekwipotencjalnych potencjału magnetycznego tworząc obraz pola.